# Benyamin Elya
Beniamin (imię świeckie Ninos Elya, ur. 1985 w Bagdadzie) – duchowny Asyryjskiego Kościoła Wschodu, od 2017 biskup Wiktorii i Nowej Zelandii.

## Życiorys
Święcenia kapłańskie przyjął w 2012. Sakrę biskupią otrzymał 16 lipca 2017.